# Фель-Ріцгаузен
Фель-Ріцгаузен (нім. Fehl-Ritzhausen) — громада в Німеччині, розташована в землі Рейнланд-Пфальц. Входить до складу району Вестервальд. Складова частина об'єднання громад Бад-Марінберг (Вестервальд).
Площа — 4,02 км2. Населення становить 764 ос. (станом на 31 грудня 2020).